# Национално знаме на Судан
Националното знаме на Судан е одобрено на 20 май 1970 г. Състои се от червено-бяло-черен трикольор със зелен триъгълник отстрани.

## Символизъм
- Червения цвят изразява кръвопролитията извършени от британците и мъчениците на република Судан.
- Бялото отстоява чистотата и оптимизма.
- Черното отстоява борбата за независимост.
- Зеленото е изразител на благополучие в земеделието.